# البشارة (لوحة)

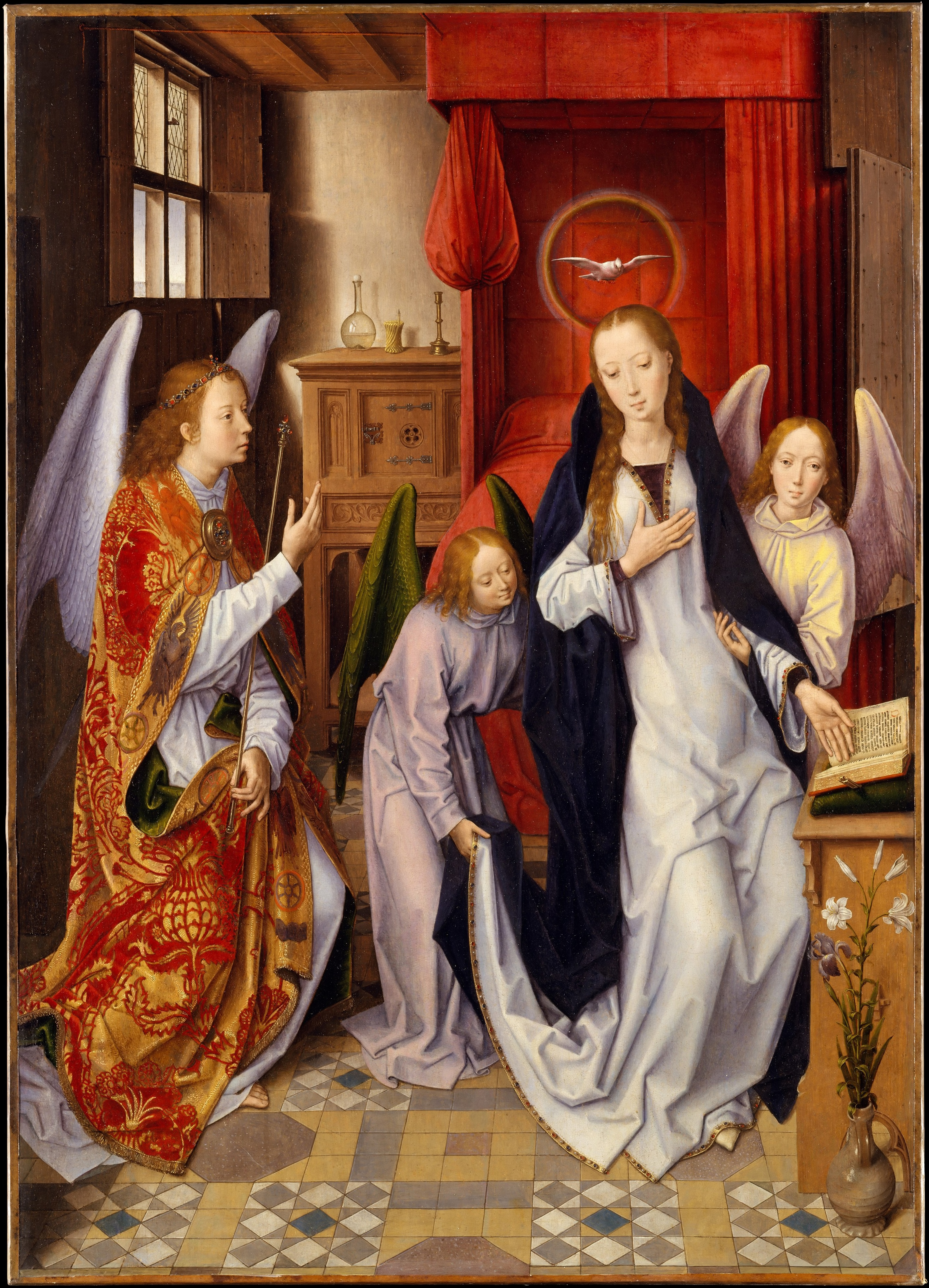
البشارة ، 76.5 × 54.6 سم (30 1/8 × 21 1/2 بوصة.) ، هانز ميملينج 1480، متحف متروبوليتان للفنون، نيويورك

البشارة هي لوحة زيتية على لوح من خشب البلوط منسوبة إلى الرسام الهولندي المبكر هانز ميملينج. يصور البشارة، إعلان الملاك جبرائيل للسيدة العذراء مريم أنها ستحمل وتصبح والدة يسوع، كما هو موصوف في إنجيل لوقا. اكتملت اللوحة تقريبا في سنة 1482 وتم نقلها جزئيًا إلى قماش في العشرينات من القرن الماضي؛ موجودة اليوم في مجموعة روبرت ليمان في متحف متروبوليتان للفنون في نيويورك.
تُظهر اللوحة ماري (مريم) في الداخل مع اثنين من الملائكة المرافقين. يرتدي جبرائيل الجلباب الكنسي، بينما تحوم حمامة فوق مريم، تمثل الروح القدس. وهي تتسع على جناح البشارة في قصر روجير فان دير وايدن ق. 1455 سانت كولومبا ألتربيس . ووفقًا لمؤرخة الفن ماريان أينسوورث، فإن العمل «صورة أصلية بشكل مذهل وغنية بالدلالات بالنسبة للمشاهد أو المصلين».

### البشارة

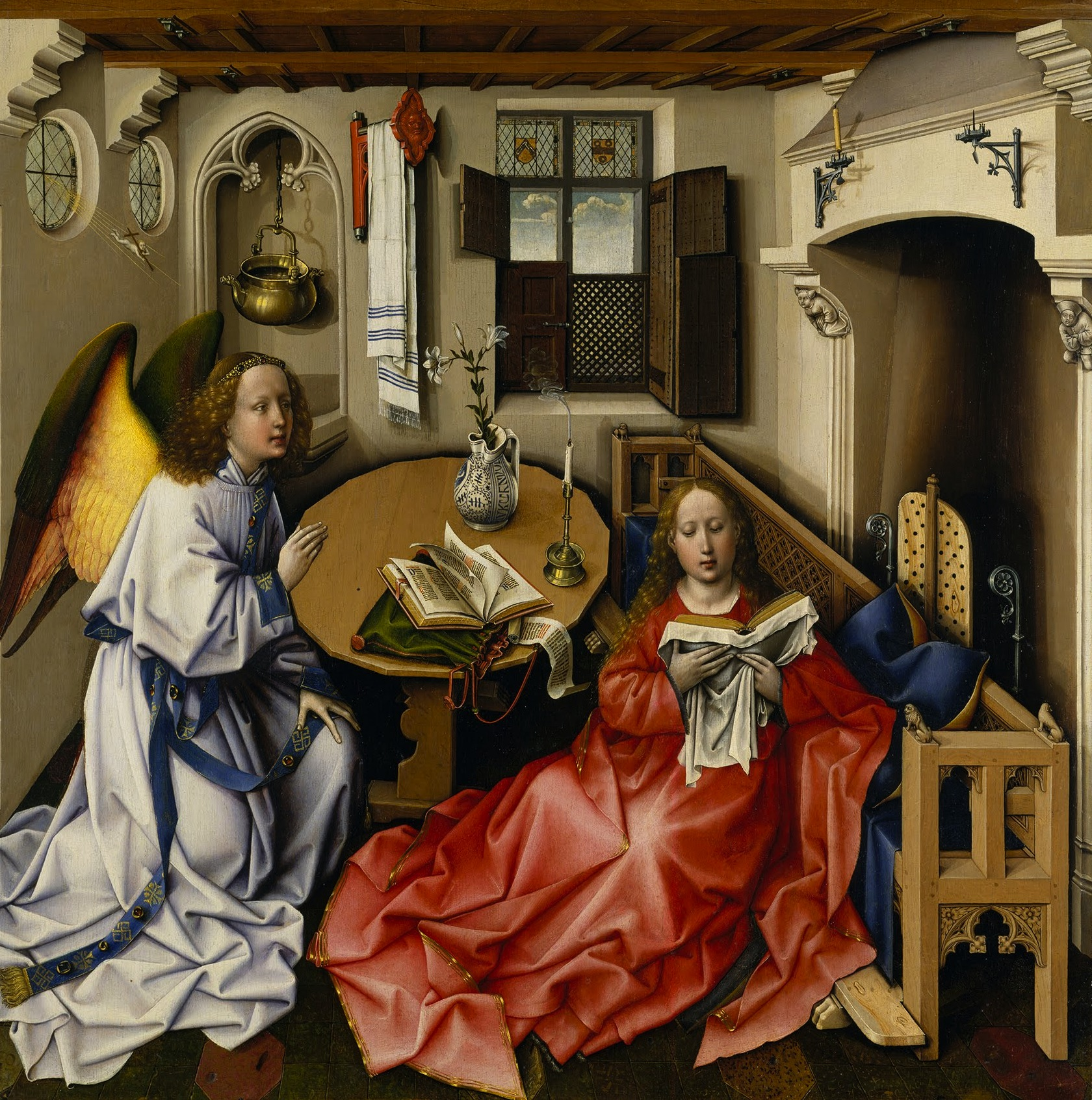
روبرت كامبين ج. لوحة البشارة لعام 1420، (ميرود ألتربيس)، ذا كلويسترز، نيويورك، تُظهر أيقونية تقليدية لموقد وإناء من الزهور